# Arne H. Lindgren

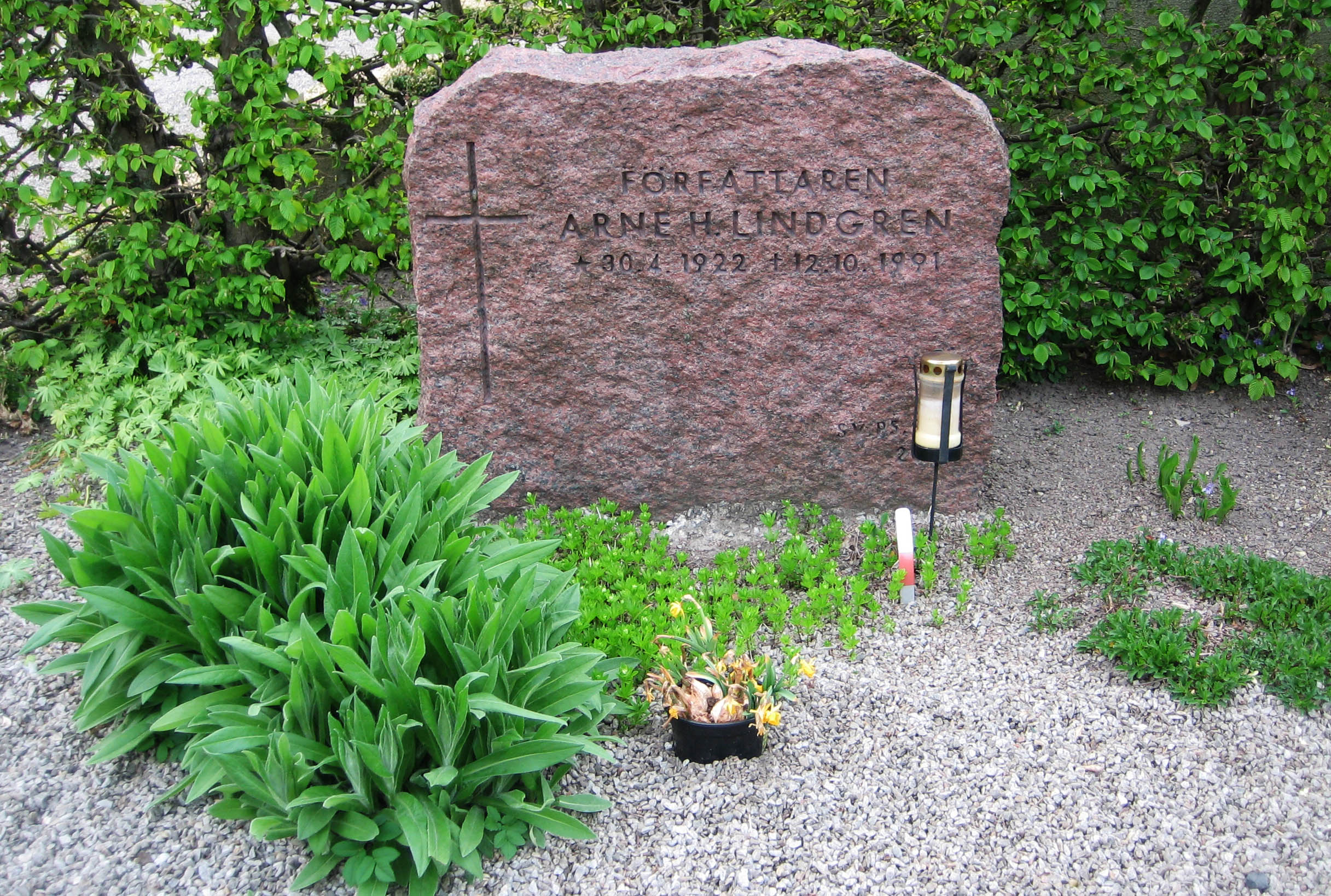
Arne H. Lindgrens gravsten på Norra kyrkogården i Lund.

Arne Harald Lindgren, född 30 april 1922 i Herrljunga i Älvsborgs län, död 12 oktober 1991 i Lund, var en svensk författare och psalmdiktare. 

## Biografi
Lindgren föddes i ett pastorshem på gränsen mellan ett kristet område och ett område med arbetarkultur. Han studerade medicin och teologi. Lindgren arbetade som folkskollärare och frilansjournalist innan han 1963 blev författare på heltid. I romanen Kullerstensgatan (1973) skildrar han sin barndom. Lindgren, som hade teaterutbildning, skrev flera pjäser och kyrkospel. Av hans psalmer finns en representerad i Herren Lever 1977 (nr 917) och fyra i 1986 års psalmbok (nr 96, 208, 358 och 523). Lindgren var flera gånger intagen på mentalsjukhus och alkoholistanstalt, och han har skildrat detta i flera böcker, bland andra Svart dagbok (1972) och Böner från Betesda (1975).
Han var far till regissören och manusförfattaren Johannes Lindgren och skådespelaren Tomas Laustiola.
Lindgren är begravd på Norra kyrkogården i Lund.

### Skönlitteratur
- Den vita grinden 1953 (prosalyrik)
- Svart dagbok, 1972 (rapportbok)
- Spel med mänskoboll, 1973
- Kullerstensgatan, 1973 (självbiografisk roman)
- Vägen till Kamien-Pomorski, 1974
- Böner från Betesda, 1975
- Konrad Korvmakares son och andra nästansagor från Söndagsbyn, 1976
- Sigge extraväktare : en nästansaga, Stockholm : LiberFörlag, 1976
- Ängladag, 1976
- Den opassande lovsången, 1977
- Gud - den nödvändiga dårskapen, 1976
- Gud - den opassande närvaron, 1979
- Fragment ur en gudserfarenhet, 1981
- Jordsånger, 1981
- Projekt Människokärlek, 1982
- Kom nära, Gud : stillheter från ett bönerum, 1984
- Då slutade talgoxen sjunga, 1985
- Frasism och fascism, 1988
- Det blå rummet : dikter om en närvaro, 1988

### Psalmtexter
- Det tänds ett ljus (nr 208)
- Han gick in i din kamp på jorden (nr 358)
- Han är svaret
- Kom nära, Gud. Kom vila (nr 523)
- Lär mig höra din röst på bussen (1977) i Herren Lever 1977 nr 917 med musik av Hans Nyberg från 1977.
- Öppna mig för din kärlek (nr 96), skriven 1978
- Påskkantaten (1964) tonsatt samma år av Friedrich Wűrzner i Ystad.